# Emilio Frugoni
Emilio Frugoni (1880-1969) foi um político, jornalista, advogado e escritor uruguaio. Foi o fundador e secretário-geral do Partido Socialista do Uruguai (PSU) em 1910, bem como seu primeiro representante na Câmara de Deputados do Uruguai.

## Trabalhos
- La Esfinge Roja
- Génesis, esencia y fundamentos del Socialismo
- Las tres dimensiones de la democracia
- De Montevideo a Moscú
- Poemas Montevideanos
- Ensayos sobre el Marxismo
- La revolución del machete